# 松平清直
松平 清直（まつだいら きよなお）は、安土桃山時代から江戸時代前期にかけての武将・旗本。松平康忠の従弟。

## 生涯
天正12年（1584年）、長沢松平家の老臣・松平近清の子として誕生。
天正16年10月15日（1588年）、父の近清が死去し、その遺領100貫を相続する。
長沢松平家の宗家かつ主筋である従兄・松平康忠が死去し、跡目として徳川家康の息子の忠輝が養子として入嗣すると、清直はそのまま仕えた。主君・忠輝が信濃国川中島を領す頃、領内で代官などを勤めた。皆川広照、山田重辰と共に「上総介殿の三臣」と称された。
だが家禄の膨張に伴い、大久保長安などが新たに加えられた家中では、花井吉成のような忠輝に付随した新参と、長沢松平家の古参家臣との対立が激しくなった。清直も古参派の筆頭格であった姉婿の山田重辰に加担し、三者は駿府の徳川家康に訴え出たが、逆に家康の勘気を被り清直は減封となった。皆川は家中から解雇、山田は切腹処分となった。
慶長15年（1610年）閏2月、忠輝が越後国高田に大幅加増され移封されると、老臣に再任され5,000石の所領を与えられた。元和2年（1616年）7月、忠輝の改易により浪人する。
元和4年5月（1618年）、将軍家に召し出されて、長沢松平家の祖先の封地に近い三河国宝飯郡形原に5,000石の所領を与えられた。ここに交代寄合としての初代・形原領主となる。
慶安4年6月7日（1651年7月24日）に死去。後を嫡男・清順が継いだ。

## 系譜
- 父：松平近清
- 母：酒井正親娘
- 正室：原田権右衛門（長沢松平家臣）娘
- 生母不明の子女
  - 男子：松平清順
  - 男子：松平親明
- 養子
  - 女子：松平正世娘

弟・松平正世も忠輝に仕えたが、改易後は越前松平家に召抱えられた。姉妹は3人。長姉が山田重辰に嫁した他、戸田松平家の家臣野々山吉範に嫁した1人、残る1人は土井利勝正室となっている。清直が直参旗本となれたのは、利勝の推挙があったと考えられている。